# Atemptat d'Istanbul del 12 de gener de 2016
El 12 de gener el 2016 a les 10:20 am, hora local, es va produir un atac suïcida al barri històric de l'Hipòdrom de Constantinoble a Istanbul, Turquia, prop de la Mesquita Blava, una àrea que és molt popular entre els turistes L'explosió duta a terme per un membre afiliat Estat Islàmic a l'Iraq i Síria, va matar almenys a 10 persones i altres 15 en van resultar ferides. Tots els 10 morts eren de nacionalitat alemanya.
L'atacant va ser Nabil al-Fadl, nascut a l'Aràbia Saudita d'origen siri, que havia demanat asil polític a Turquia el 5 de gener del 2015. El perpetrador pertanyia al grup armat gihadista Estat Islàmic.

## Antecedents
L'últim atac important a l'Hipòdrom de Constantinoble es va produir el 6 de gener de 2015, quan una atacant suïcida es va detonar a si mateixa en una comissaria de policia. Inicialment, el DHKP-C va assumir la responsabilitat de l'atac, però més tard es va retractar d'aquesta afirmació. El 2015, Turquia va patir dos atemptats importants. El juliol 33 persones van morir en un atac suïcida de l'Estat Islàmic a la ciutat de Suruc, prop de la frontera de Turquia amb Síria. A l'octubre, dos atacants suïcides van detonar explosius que van matar a més de 100 persones fora de l'estació de tren d'Ankara quan un grup de persones es reunia per a una manifestació per la pau. Va ser l'atac més mortífer de Turquia. La fiscalia va dir que l'atac va ser perpetrat per una cèl·lula local de l'Estat Islàmic.
Al desembre de 2015, la policia turca va detenir dos sospitosos de ser militants d'ISIL, que es creia estaven planejant atacs suïcides durant les celebracions de l'Any Nou al centre d'Ankara. Arran d'això el govern de Turquia va cancel·lar les planejades celebracions de cap d'any a Ankara.

## L'atac
L'atac va ser perpetrat per un jove suïcida d'origen sirià nascut el 1988. L'atacant es va apropar a un grup de turistes prop de la font alemanya i es va immolar.

## Reaccions
El primer ministre turc, Ahmet Davutoğlu, va confirmar que l'autor de l'atac va ser un home sirià de 28 anys i que estava afiliat a l'Estat Islàmic. A més a més, va ifnormar que l'atacant no estava en la llista de vigilància militar de Turquia i que es creu que hi havia entrat recentment a Turquia des de Síria. Al seu torn, va convocar de forma immediata una reunió de seguretat amb el ministre de l'Interior de Turquia, que va declarar que el seu país s'ha compromès a lluitar contra l'Estat Islàmic perquè no sigui una amenaça a Turquia i el món. Després de l'atac, el govern turc va imposar una prohibició de difusió de notícies sobre l'atemptat.
El president de Turquia Recep Tayyip Erdoğan va realitzar una compareixença televisada on va condemnar l'atac i anunciant que el seu país no es rendirà «ni davant terroristes, ni davant separatistes. […] Tant els que posen barricades als carrers com els que col·loquen explosius són membres d'organitzacions terroristes». També va intentar vincular l'Estat Islàmic amb les accions del Partit dels Treballadors del Kurdistan. Al mateix temps que el primer ministre Davutoglu comparava l'atemptat amb els atemptats de París de novembre de 2015, dient que «això [el d'Istanbul] és un dels exemples més bàrbars de les accions de l'organització terrorista Dáesh».
L'atac ha afectat el turisme a Turquia. Mitjans turcs van reportar que molts turistes van abandonar els seus hotels i van buscar passatges d'avió per tornar als seus països.